# Joseph Merkle
Josef Merkle (ur. 16 sierpnia 1882 w Fürth, zm. 3 lutego 1952 tamże) – niemiecki zapaśnik walczący w stylu klasycznym. Olimpijczyk z Sztokholmu 1912, gdzie zajął jedenaste miejsce w wadze średniej.

## Letnie Igrzyska Olimpijskie 1912
| Konkurencja          | Rundy eliminacyjne | Rundy eliminacyjne | Rundy eliminacyjne      | Rundy eliminacyjne   | Klas. końcowa        |     |
| Konkurencja          | Przeciwnik I       | Przeciwnik II      | Przeciwnik III          | Przeciwnik IV        | Miejsce              |     |
| -------------------- | ------------------ | ------------------ | ----------------------- | -------------------- | -------------------- | --- |
| 75 kg styl klasyczny | Mikko Holm (FIN) Z | wolny los Z        | Edvin Fältström (FIN) Z | Konrad Åberg (FIN) P | Martin Klein (RUS) P | 11. |